# Artigianato

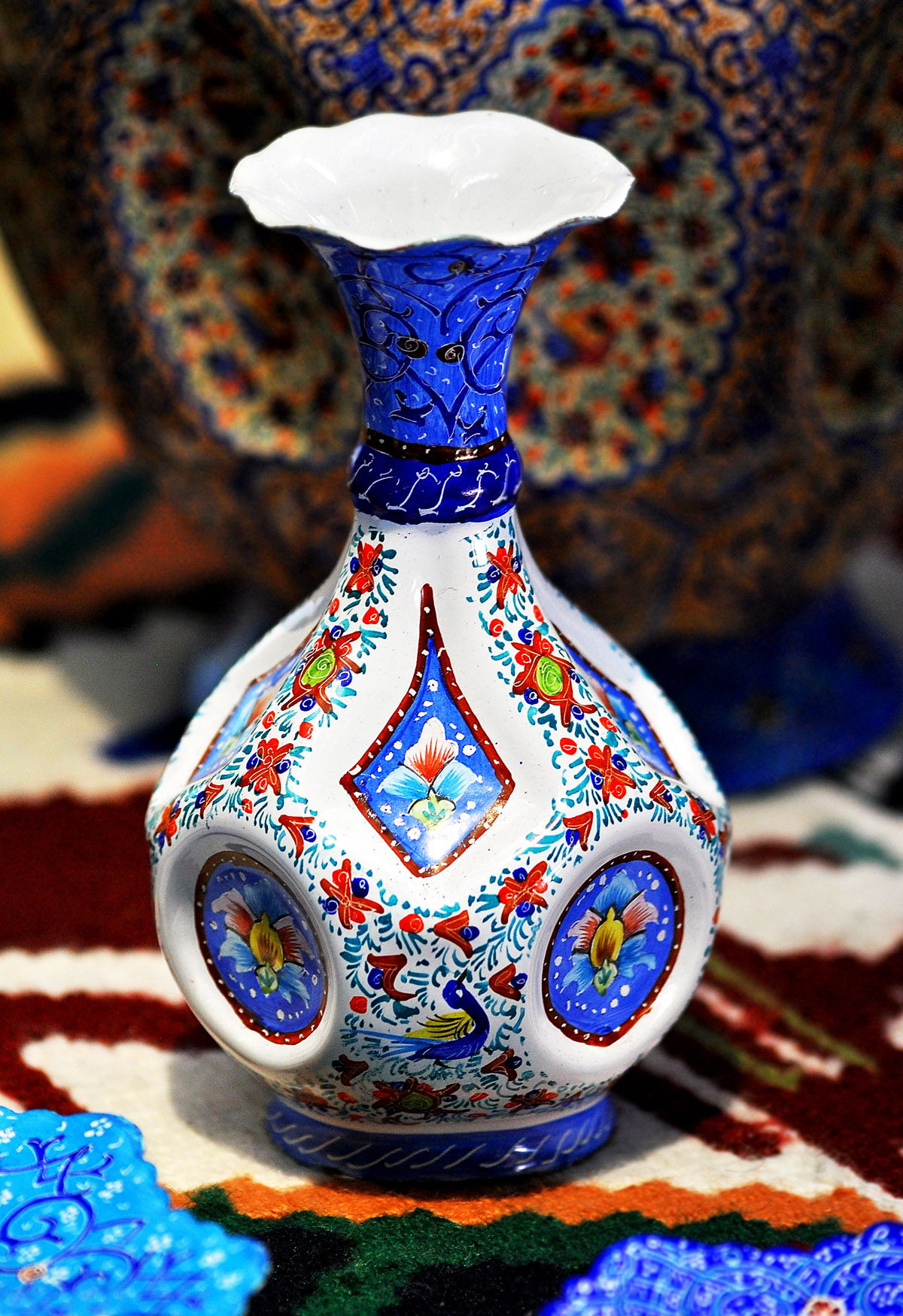
Vaso d'artigianato iraniano

L'artigianato è un'attività lavorativa in cui gli oggetti utili e decorativi sono fatti completamente a mano o per mezzo soltanto di attrezzi: gli articoli prodotti tramite fabbricazione in serie o da macchine non sono artigianato, bensì frutto di produzione industriale.

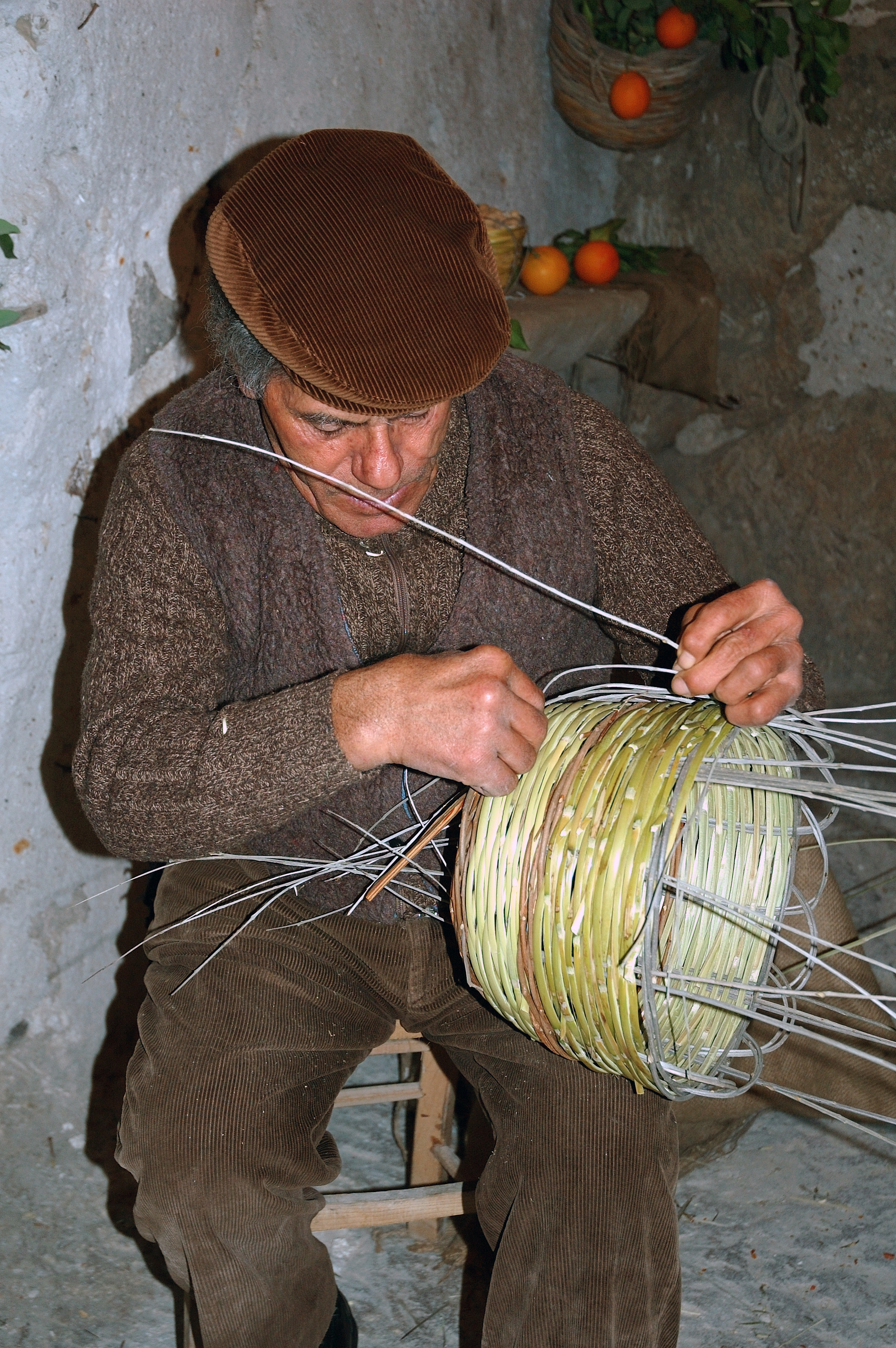
Un artigiano che lavora nel campo della cesteria.

Il termine è applicato solitamente alle metodologie tradizionali di produrre le merci: gli articoli così prodotti hanno spesso importanza culturale e/o religiosa, e comunque contengono alcune qualità estetiche.

## Storia

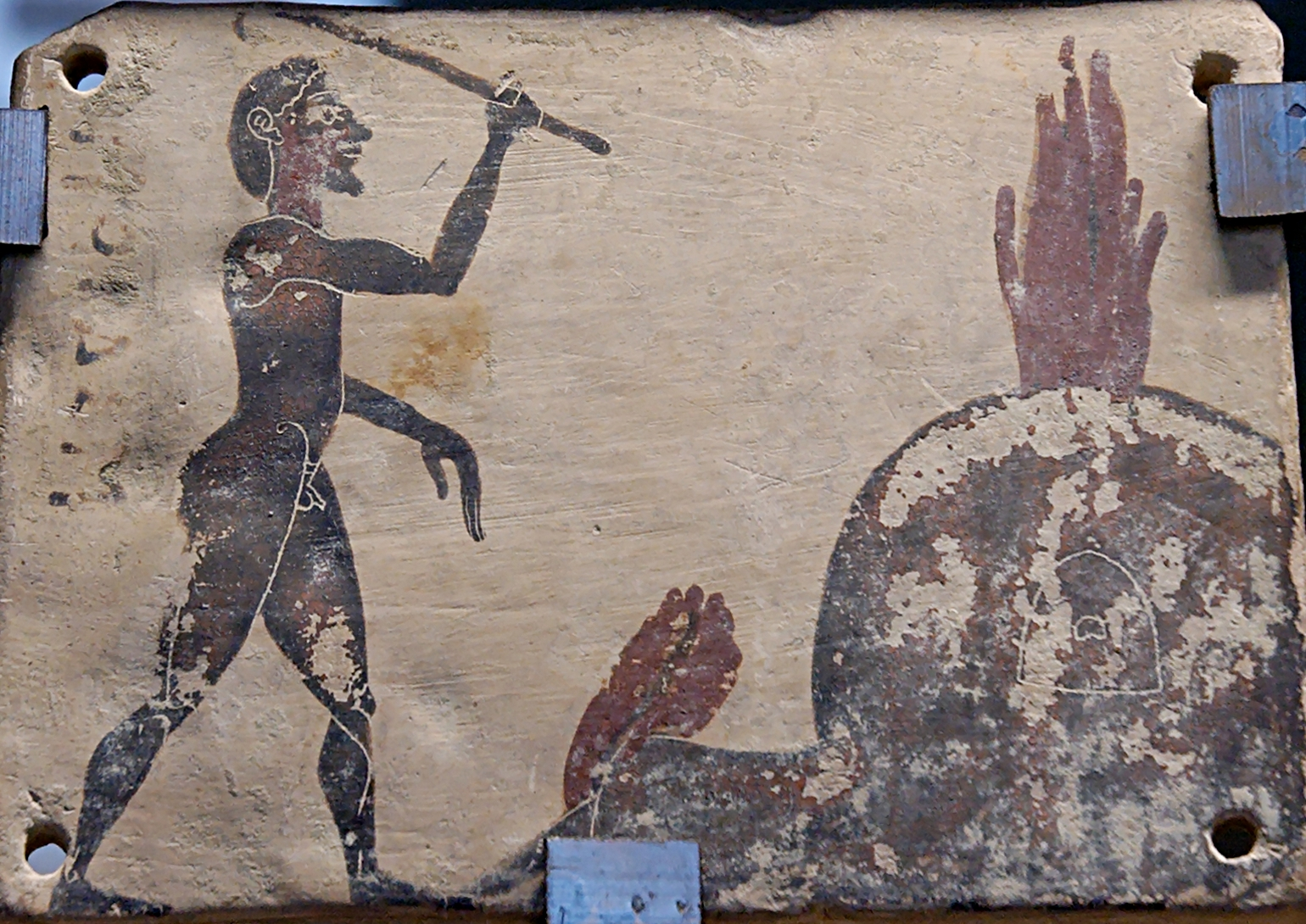
Atelier greco del 550 a.C.

Nell'antichità la formazione di comunità stabili costituì un incentivo all'artigianato. Il perfezionamento di un particolare manufatto richiese una sempre maggiore specializzazione e quindi la nascita di caste a conoscenza di segreti professionali. Con l'espansione dei centri e la sempre crescente domanda di mano d'opera, si installarono comunità stabili di artigiani, spesso in determinate vie o zone della città. L'allargamento del commercio consentì ad alcuni centri di specializzarsi nella produzione di propri manufatti, come nel caso di Corinto e Samo per i vasi e di Mileto nelle stoffe e nei tappeti rossi.
Lo sviluppo dell'attività artigianale procede di pari passo con quello delle città e del commercio perché la crescente complessità sociale e produttiva di un nucleo urbano in espansione comporta la diversificazione delle attività artigianali. La formazione di una rete di scambi tra città o aree diverse permette una circolazione delle tecniche e delle materie prime, con il doppio risultato di accelerare il progresso di molte lavorazioni e di specializzare la produzione artigianale per aree e per città.
Dal punto di vita sociale la figura dell'artigiano non è facilmente inquadrabrile; però è chiaro che l'artigiano diventa tanto più importante ed autonomo quanto più specialista o meno legata al fabbisogno quotidiano è l'attività svolta. Se l'artigiano che produce ciotole per la mensa degli schiavi è probabilmente anch'egli uno schiavo e i ritmi del suo lavoro sono regolati dallo stato, lo specialista che lavora materiali di lusso come il lapislazzuli o crea arredi di pregio gode di più libertà e rispetto sociale. Pertanto è probabile che, accanto ai laboratori statali, soprattutto in città molto dinamiche dal punto di vista commerciale ci fosse un proliferare di piccole botteghe artigiane che con il tempo si trasformavano in vere e proprie imprese.

### Antico Egitto
L'Antico Egitto e i grandi stati che si sono succeduti nell'area mesopotamica organizzarono anche il lavoro su vasta scala: lo si deduce dalla standardizzazione dei prodotti ritrovati con gli scavi e da testimonianze ricavabili da pitture o bassorilievi. La produzione artigianale degli oggetti d'uso più quotidiano era attentamente programmata e sorvegliata dai tecnici statali. Di grande importanza era la produzione di armi e materiale per l'esercito; ma, parallelamente, esisteva una produzione meno sofisticata di oggetti e beni di lusso (gioielli, unguenti, vasellame decorativo), destinata all'esportazione. Questi oggetti talvolta erano vere e proprie opere d'arte.
Sono i commerci gestiti nel Mediterraneo da fenici, cretesi e minoici a dare grande impulso all'artigianato di beni di lusso (vetro, oro, avorio e stoffe pregiate) e alla produzione di vasellami per il trasporto di olio e vino. Si crea dunque un gusto artistico mediterraneo che mescola motivi ornamentali e tecniche di diversa provenienza.

### Grecia antica
In quasi tutto il mondo greco l'artigianato diventa l'elemento propulsivo del sistema economico: città come Corinto e Atene costruiscono sugli scambi commerciali gran parte delle loro fortune, riuscendo a compensare l'aumento demografico grazie alle maggiori importazioni alimentari ottenute esportando i manufatti.
La ceramica, sebbene prodotta in modo quasi industriale (cioè velocemente, senza cura per particolari che rendano l'oggetto unico e riconoscibile), raggiunge un notevole livello artistico. Le botteghe cominciano a differenziarsi per gusto e stile.
La figura dell'artigiano acquista valore sociale, nelle città a più forte sviluppo commerciale, non ci sono preclusioni alla carriera politica di conciatori di pelle o fabbricanti di lampade, che anzi dispongono di patrimoni più vasti di molti proprietari terrieri.

### Antica Roma
Nell'antica Roma la condizione degli artigiani migliorò gradualmente fino a consentire loro di ottenere la dignità di cavaliere. A Costantinopoli, si tesserono particolari vincoli per prevedere una continuità di mestiere nell'ambito familiare. In questo periodo storico le officine imperiali si accostarono, per importanza, alle corporazioni, ed assunsero un ruolo fondamentale per trasmettere le conoscenze e gli uomini in tutte le zone dell'Impero.
La Roma arcaica riconosce le corporazioni di mestiere che riuniscono gli artigiani di un determinato settore: pittori, flautisti, orefici, conciatori, carpentieri, calzolai e vasai. La rapida formazione delle strutture statali moltiplica le figure professionali indispensabili: dagli specialisti che lavorano per l'esercito ai dipendenti della zecca, dai tecnici-artigiani per i lavori di costruzione e mantenimento delle terme ai carpentieri specializzati in teatri, dai tintori di tessuti agli specialisti in giochi d'acqua per ville e palazzi.
In epoca imperiale si forma anche un collezionismo di opere d'arte del passato che tende ad attribuire dignità artistica al lavoro artigianale e incrementa le attività di riproduzione dei grandi capolavori dell'arte greca. 
La creazione di un vasto impero porta alla specializzazione territoriale di molte produzioni (metallurgia nelle province occidentali; ceramica e prodotti tessili in Gallia) mentre la forte concorrenza provinciale danneggia progressivamente la produzione italica.
Se le piccole imprese artigianali davano lavoro a quattro-cinque persone, sembra che grandi manifatture potessero avere anche un centinaio di addetti fra artigiani e operai. Alcuni studiosi hanno individuato nel sistema produttivo di epoca imperiale sistemi pre-industriali: nella Gallia Narbonese si pensa esistessero grandi laboratori con complessi di duecento forni. È stato calcolato che in Egitto una fornace con un unico camino e con un lavoro suddiviso tra vasai e assistenti fuochisti potesse produrre fino a quindicimila anfore all'anno. Alcuni documenti testimoniano anche veri e propri scioperi di operai specializzati di piccole manifatture che rivendicano aumenti salariali.
Non si ebbe però un reale passaggio dalla produzione artigianale a quella industriale: la transazione fu frenata, tra l'altro, dagli alti costi di trasporto delle merci, che danneggiavano l'esportazione dei prodotti d'uso comune, o dalla relativa semplicità e inimitabilità delle tecniche manifatturiere, che impedivano a un'unica impresa di assumere una posizione nettamente dominante sul mercato.
Tra tutte le corporazioni, una delle più ricche fu quella dei muratori che già ai quei tempi poteva concedersi il lusso di riunirsi in locali appositi, chiamati logge. Nello stesso periodo la considerazione degli artigiani nel mondo islamico era piuttosto scarsa, mentre in Oriente fiorì l'attività artigianale presso i centri religiosi e le corti; in Cina la pittura venne avvicinata alla poesia come grado di importanza, a scapito della scultura.

### Medioevo

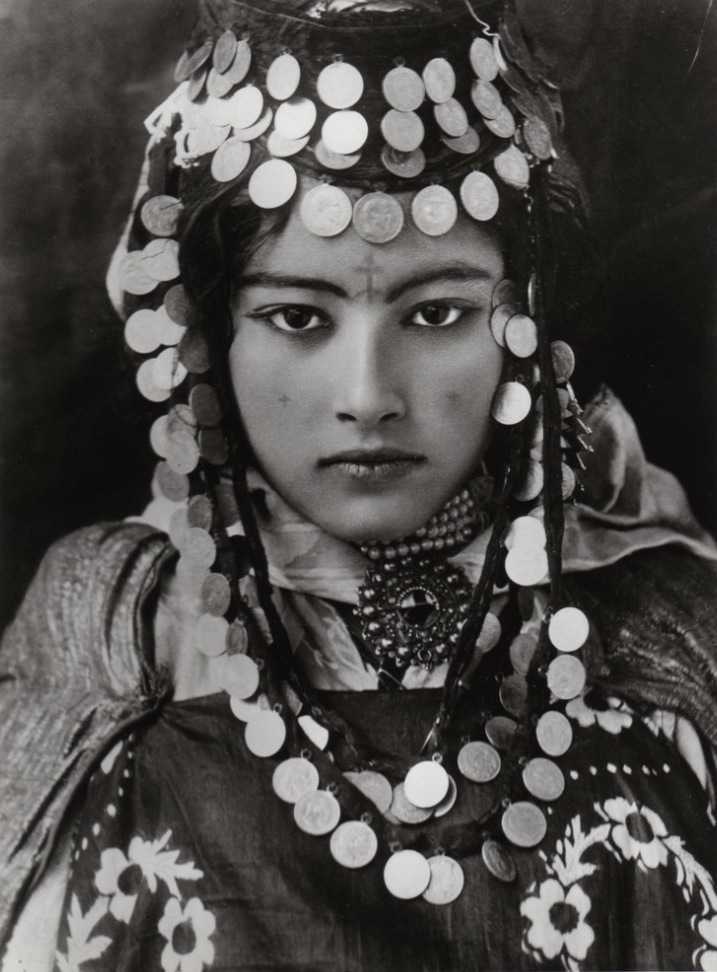
Donna araba algerina con gioielli tradizionali

Nel basso Medioevo, a causa dello spopolamento dei centri urbani, l'attività artigianale proseguì quasi esclusivamente nei monasteri e nella sede della corte. Nei regolamenti comunali, alcune attività ritenute fastidiose per i fumi o i rumori vennero decentrate in zone periferiche. In questa fase si diffusero le botteghe a conduzione familiare e iniziarono ad essere regolamentati i rapporti tra maestro e operaio. L'organizzazione delle officine imperiali si ritrovò, con molte somiglianze, nei cantieri dell'epoca che riunivano sotto la guida del capomastro, artisti, muratori, falegnami, orefici, ecc.
Nel secolo IV gli artigiani sono ormai legati a corporazioni di mestiere, che si fanno garanti del pagamento di tasse fisse. In questo modo la professione diventa ereditaria. Con la graduale riduzione dei mercati e la regressione del mondo urbano, l'organizzazione economica dell'età imperiale, altamente specializzata e diversificata, subisce una profonda trasformazione. La produzione artigianale, strettamente legata allo sviluppo della città, subisce una grave contrazione. Il processo di disgregazione economica si conclude con il frazionamento politico dell'impero e l'insediamento di nuove popolazioni che riorganizzano le attività produttive su esigenze differenti e nell'ambito di un nuovo mercato a scala regionale, se non addirittura locale. L'artigianato si concentra perlopiù sulla produzione di armi e attrezzature militari per la classe di guerrieri, dominante nel nuovo ordine di cose. L'apporto delle tecniche metallurgiche dei popoli non romani è importante e incide sulla produzione artigianale. I longobardi, soprattutto dopo la conversione al cristianesimo e la piena integrazione delle maestranze italiche, sviluppano una produzione artigianale che si segnala soprattutto nelle arti decorative (monili e gioielli) e nella scultura.
Tuttavia, al di fuori dei centri che mantengono un'importanza politica, le tecniche si riducono e si semplificano, portando a un artigianato non specialistico di sussistenza, cioè ridotto alla produzione degli oggetti necessari alla sopravvivenza quotidiana; perlopiù si tratta di strumenti di lavoro in legno.
L'economia curtense, chiusa all'interno del feudo signorile, consolida questo modello con la formazione di un piccolo artigianato di villaggio che garantisce alla comunità e al castello una serie di lavorazioni. Emerge, come accadeva nei villaggi del mondo antico e nelle società tribali, la figura del fabbro, che produce le armi per il signore e i suoi soldati e si occupa della ferratura dei cavalli. La nuova organizzazione sociale di tipo feudale, che riconosce il potere solo nella proprietà della terra, lo relega però a un ruolo subalterno che non gode di particolare prestigio.
La scarsa circolazione delle merci ostacola lo sviluppo tecnico. Soltanto a partire dal secolo X la rinascita agricola permette un nuovo e significativo sviluppo dell'artigianato nell'ambito contadino grazie alla diffusione di nuovi strumenti sia nei villaggi sia nei centri più grandi, dove si rivitalizza l'attività commerciale. I centri con fiere e mercati danno un impulso particolare alla produzione artigianale, che comincia a specializzarsi localmente e a diversificarsi anche grazie all'utilizzazione di materiali sino ad allora rari o addirittura sconosciuti.
I commerci via mare richiedono la costruzione di navi. Le città si ampliano e si arricchiscono di monumenti e di edifici pubblici, sollecitando così l'artigianato connesso con l'edilizia, dalla produzione di mattoni alla lavorazione di marmi, pietre e materiali di pregio. Nel secolo XII il processo è ormai consolidato in tutta Europa. Le città si differenziano con lavorazioni che vengono poi esportate o producendo merci ulteriormente lavorate altrove.
Firenze si specializza nella produzione di tessuti di lana, togliendo il primato a Lucca, che si concentra nella lavorazione della seta. Le città delle Fiandre scelgono la produzione di armi, attrezzi in ferro, velluti e broccati, ma raggiungono il primato in Europa nella lavorazione di tessuti di lana di lusso, anche grazie alla qualità della materia prima.
Il ciclo produttivo che porta alla lana filata è complesso e comprende molte operazioni (come la lisciatura, la battitura, la pettinatura, la cardatura): si cerca pertanto di concentrare tutta la lavorazione in città per migliorare l'organizzazione del lavoro, riducendo i tempi e i costi. Le Fiandre, dove tutto il processo produttivo si compie in città, introducono innovazioni che aumentano la qualità del prodotto e contribuiscono alla sua affermazione sui mercati. Lo sviluppo del commercio della lana incentiva la scoperta della ruota per filare, che accelera i tempi di lavorazione, e del telaio orizzontale a pedale, che sostituisce quello verticale.
Un'organizzazione delle fasi produttive simile alle Fiandre, si afferma per la seta a Lucca, dove il processo inizia con l'allevamento del baco e si conclude con la tessitura del prodotto.
Genova si specializza invece nella lavorazione di prodotti comprati in città senza sbocco al mare, come Lucca o Piacenza, che poi li esporterà. Si sviluppano quindi attività come la tintoria o la sartoria. 
Milano, ben collegata con le città dell'Europa settentrionale, diventa un centro importante per l'oreficeria e la lavorazione delle armi.
Si crea insomma un complesso sistema di scambi e interdipendenze economiche che mette in relazione città europee assai distanti fra loro, stimola lo sviluppo tecnico e qualitativo dei prodotti e incide sull'organizzazione del lavoro. Ci sono botteghe artigiane di tipo famigliare, in cui il lavoro si tramanda di generazione in generazione e dove lavorano apprendisti che potranno, nei casi più fortunati, aprire una bottega per conto proprio. Ma ci sono anche, nelle città più vitali, grandi manifatture, proprietà di mercanti-imprenditori, spesso organizzati in società, che impiegano decine e decine di operai salariati.

#### Diffusione delle corporazioni
Le corporazioni, che cominciano a diffondersi già nel secolo XI, sono organizzazioni di mestiere che nascono con l'intento di proteggere il prodotto dall'analogo bene importato (intento protezionistico) e di assistere gli artigiani membri della corporazione in caso di malattie, disgrazie, tracolli economici, lutti (intento assistenzialistico). Si vogliono difendere, anche con interventi politici, i prodotti dalla concorrenza e suddividere i forti rischi delle nuove attività che prevedono l'esportazione e la vendita dei prodotti su mercati lontani. Le corporazioni regolano minuziosamente l'attività: concordano infatti precise normative sui prezzi delle merci, gli orari di lavoro, i salari e perfino le modalità di lavorazione di determinati prodotti.
Attraverso le corporazioni, il ceto artigiano giunge a controllare politicamente la vita di molte città. La differente forza economica delle varie attività definisce i rapporti di potere all'interno della classe stessa. A Firenze, per esempio, si definisce una gerarchia fra arti maggiori – mercanti, banchieri, giudici, notai, artigiani della lana, della seta e delle pelli, che hanno maggiore disponibilità finanziaria e gestiscono manifatture per l'esportazione –, arti mediane – calzolai, rigattieri, fabbri, beccai, artigiani del legno e della pietra legati più che altro alla bottega e al mercato cittadino –, e arti minori – che operano esclusivamente all'interno della città.
Nelle regioni dove l'organizzazione raggiunge il suo apice nella prima metà del secolo XIV. La vasta e straordinaria produzione artistica (affreschi, arazzi, sculture) e l'architettura gotica, con le innovazioni tecniche che permettono un notevole sviluppo in altezza degli edifici e con la ricchezza decorativa (si pensi al Duomo di Milano, a quello di Orvieto o a Notre-Dame di Parigi), testimoniano la diffusione di artigiani molto qualificati (maestranze) e l'attenzione che le realtà cittadine e le autorità laiche e religiose rivolgono alle arti. La costruzione di una cattedrale o di un palazzo comunale richiede lo sforzo economico di tutta la collettività. D'altra parte ogni bottega artigiana viene variamente coinvolta nell'impresa.

### Dal rinascimento al XIX secolo

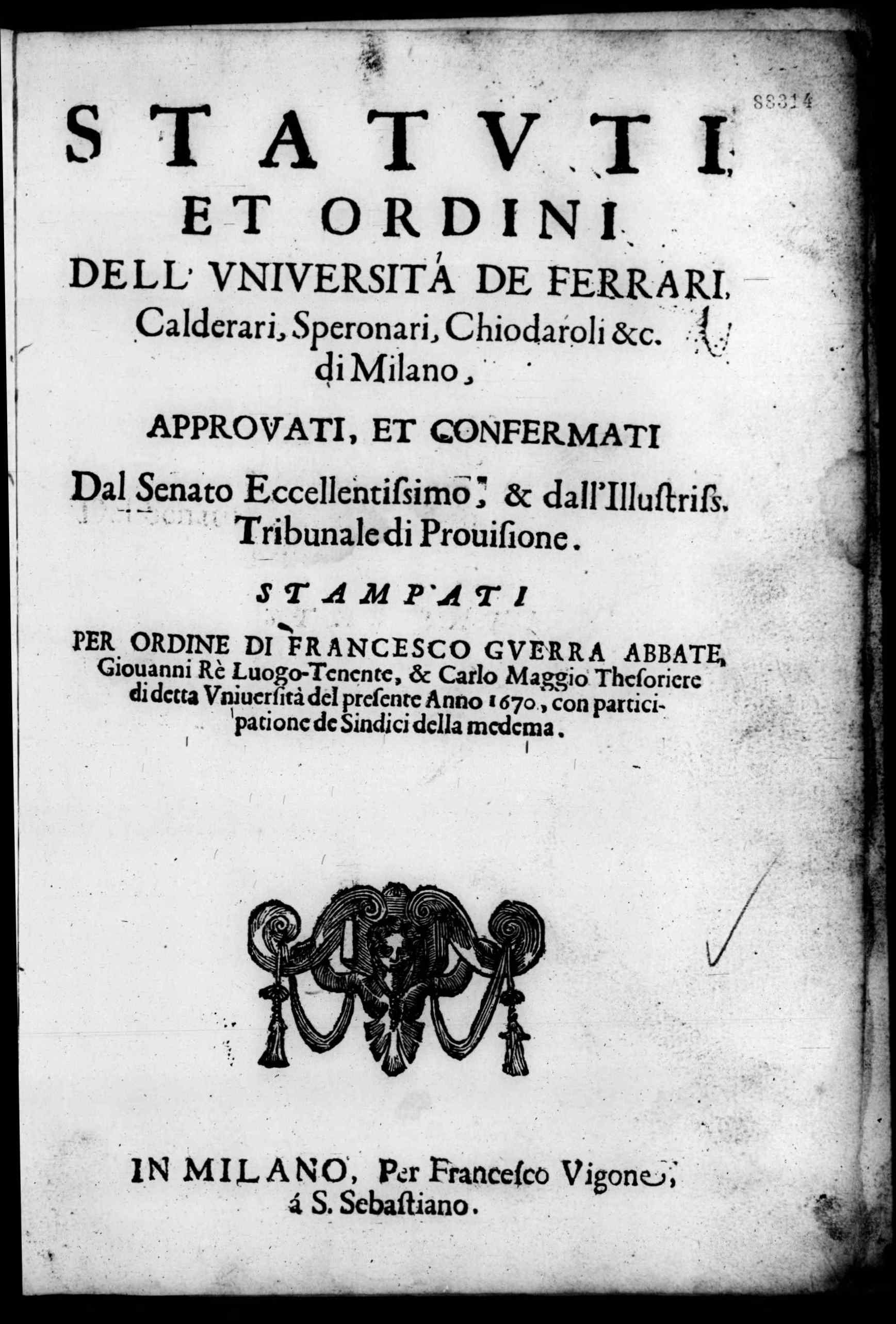
Francesco Guerra, Statuti ed ordini dell'università dei ferrari, calderari, speronari, chiodaroli ed altri uniti della città e ducato di Milano, 1670

Fu ai tempi dell'umanesimo che le corporazioni raggruppanti le arti del disegno iniziarono a staccarsi dalla altre, invocando trattamenti migliori, ma bisognerà attendere la costituzione delle Accademia per assistere ad una distinzione economica e pratica tra gli artigiani e gli artisti.
Nel Settecento se da un lato il commercio sempre più crescente richiese la formazione di complessi industriali, come quello di Murano per il vetro, dall'altro serpeggiò soprattutto nelle corti la preoccupazione per la crisi dell'artigianato, al punto da introdurre nuove tecniche di lavorazione, come quella della pietra dura a Firenze. In quegli anni sorsero le scuole di arti e mestieri destinate a preparare gli artigiani.
Nell'Ottocento, la reazione contro la produzione di massa trovò il suo massimo esponente nel movimento Arts and Crafts, che sostenne il ritorno ad una produzione di alta qualità artistica.
Nel secolo seguente le scuole cercarono di avvicinarsi sempre più all'industria e l'esempio più significativo è stato quello del Bauhaus, scuola di arti e mestieri tedesca, "autrice" di molti oggetti ancora oggi apprezzati dalla classe mondiale dei consumatori.

## Descrizione
L'artigianato generalmente è considerato un lavoro tradizionale, generato come parte necessaria di vita quotidiana, mentre le arti implicano il perfezionamento di una tecnica creativa.
Solitamente ciò che distingue il termine di artigianato da quello di arte-scienza è un aspetto dell'intenzione: l'artigianato crea oggetti d'uso, che hanno cioè uno scopo oltre la semplice decorazione. Da un punto di vista della qualità, la differenziazione tra artigiani ed artisti maturò solamente a partire dal Rinascimento, quando alla pittura e alla scultura venne assegnata una maggiore importanza rispetto alle altre attività, considerate nel Medioevo facenti parte dell'artigianato. È comunque da sottolineare che la maggior parte degli artisti rinascimentali aveva appreso tecniche artigianali avendo svolto l'apprendistato in Bottega. Inoltre nello stesso periodo storico, si creò anche una gerarchia di classi all'interno delle organizzazioni degli artigiani.